# Gobernación de Túnez
La gobernación de Túnez (en árabe: ولاية تونس) es una de las 24 gobernaciones de Túnez. Fue creada el 21 de junio de 1956. Está situada en el norte del país y ocupa una superficie de 346 km² (un 0,2% de la superficie del país), en la que en 2014 se estimó que vivían 1.056.247 habitantes. Su capital es la ciudad de Túnez.

## Delegaciones con población en abril de 2014
- Bab El Bhar 36,210
- Bab Souika 29,185
- Carthage 24,216
- Cité El Khadra 35,173
- Ciudad de Túnez 728,453
- Djebel Jelloud 23,638
- El Hraïria 110,184
- El Kabaria 86,024
- El Menzah 41,830
- El Omrane 42,208
- El Omrane Supérieur 55,513
- El Ouardia 32,147
- Ettahrir 21,709
- Ezzouhour 40,728
- La Goulette 45,711
- La Marsa 92,987
- Le Bardo 71,961
- Le Kram 74,132
- Medina 21,400
- Séjoumi 33,870
- Sidi El Béchir 27,749
- Sidi Hassine 109,672